# Bremecke (Möhne)
Die Bremecke ist ein 2,4 km langer, orografisch linker Nebenfluss der Möhne in Nordrhein-Westfalen. Der Bach fließt vollständig im Gemeindegebiet der zum Kreis Soest gehörenden Gemeinde Möhnesee.

## Geographie
Die Bremecke entspringt im Arnsberger Wald nordöstlich von Neuhaus auf einer Höhe von 316 m ü. NN. Zunächst nach Nordosten abfließend wendet sich der Lauf nach etwa der Hälfte der Flussstrecke nach Norden. Ohne Ortschaften zu berühren, mündet die Bremecke westlich von Völlinghausen auf 214 m ü. NN in die Möhnetalsperre. Bei einem Höhenunterschied von 102 m beträgt das mittlere Sohlgefälle 42,5 ‰. Das etwa 2,3 km² große Einzugsgebiet wird über Möhne, Ruhr und Rhein zur Nordsee entwässert.